# Jackie Chan Stuntman Association
Die Jackie Chan Stuntman Association – genauer Jackie Chan’s Stuntmen Association – oder Jackie Chan Stunt Team (chinesisch 成家班, Pinyin Chéngjiā Bān, Jyutping Sing4gaa1 Baan1, Yale Sing Ga Ban – „Chans Familientruppe“) ist eine Gruppe, gegründet von Jackie Chan, in dem er seine eigenen Leute zu Stuntmen ausbildet. Mitglieder der Gruppe treten oft in den Filmen von Jackie Chan auf.
Diese Association wurde 1976 gegründet und entstand aus den Beziehungen, die Chan in seinen frühen Hauptrollen in Hongkonger Actionfilmen aufgebaut hatte. Einige seiner von den Filmstudios angeheuerten Co-Stars und Stuntmen begannen regelmäßig zusammenzuarbeiten. Dies führte zu einer Vertrautheit mit den Fähigkeiten und Fertigkeiten des anderen, und es machte Sinn, ein Arbeitsteam zu werden. Einige der Mitglieder hatten eine Ausbildung an den Pekinger Opernschulen erhalten, ähnlich wie Chan selbst.
Die ursprüngliche Kerntruppe bestand von 1976 bis 1990. Nach dem Dreh des Films Mission Adler – Der starke Arm der Götter wurde das Team aufgelöst. Nach der Auflösung wurde sie aber 1992 mit neuen Mitglieder wieder zusammengesetzt und heißt seitdem im chinesischen umgangssprachlich Renewed Jackie Chan Stunt Team – 重組的成家班 / 重组的成家班 – „wieder neugruppierte Truppe des Jackie Stunt Teams“.
Die Gruppe war mehrfach beim Taurus Award, einem US-amerikanischen Filmpreis für Stuntszenen, nominiert und hat ihn 2002 für Rush Hour 2 erhalten.
Neben der Jackie Chan Stuntman Association haben anderen Actionschaupieler des Hongkongkinos oft ihren hauseigenen Stuntmantruppen, wie beispielsweise die Stuntmantruppe von Yuen Woo-ping, Sammo Hung, Donnie Yen oder Chin Kar-Lok.